# 앨리사 캄파넬라
앨리사 캄파넬라(Alyssa Campanella, 1990년 3월 21일 ~ )는 미국의 패션 블로거, 미인 대회 우승자이다. 미스 뉴 저지 틴 USA 2007, 미스 캘리포니아 USA 2011, 미스 USA 2011의 우승자이다. 이어 브라질의 상파울루에서 열린 미스 유니버스 2011 대회에 출전했으나 Top 16에 머물렀다.
이탈리아계 미국인, 덴마크계 미국인 부모 밑에서 자랐으며, 조상 중에 인도인도 있다고 한다. 2016년 배우 토랜스 쿰스와 결혼했다.

## 미스 틴 USA

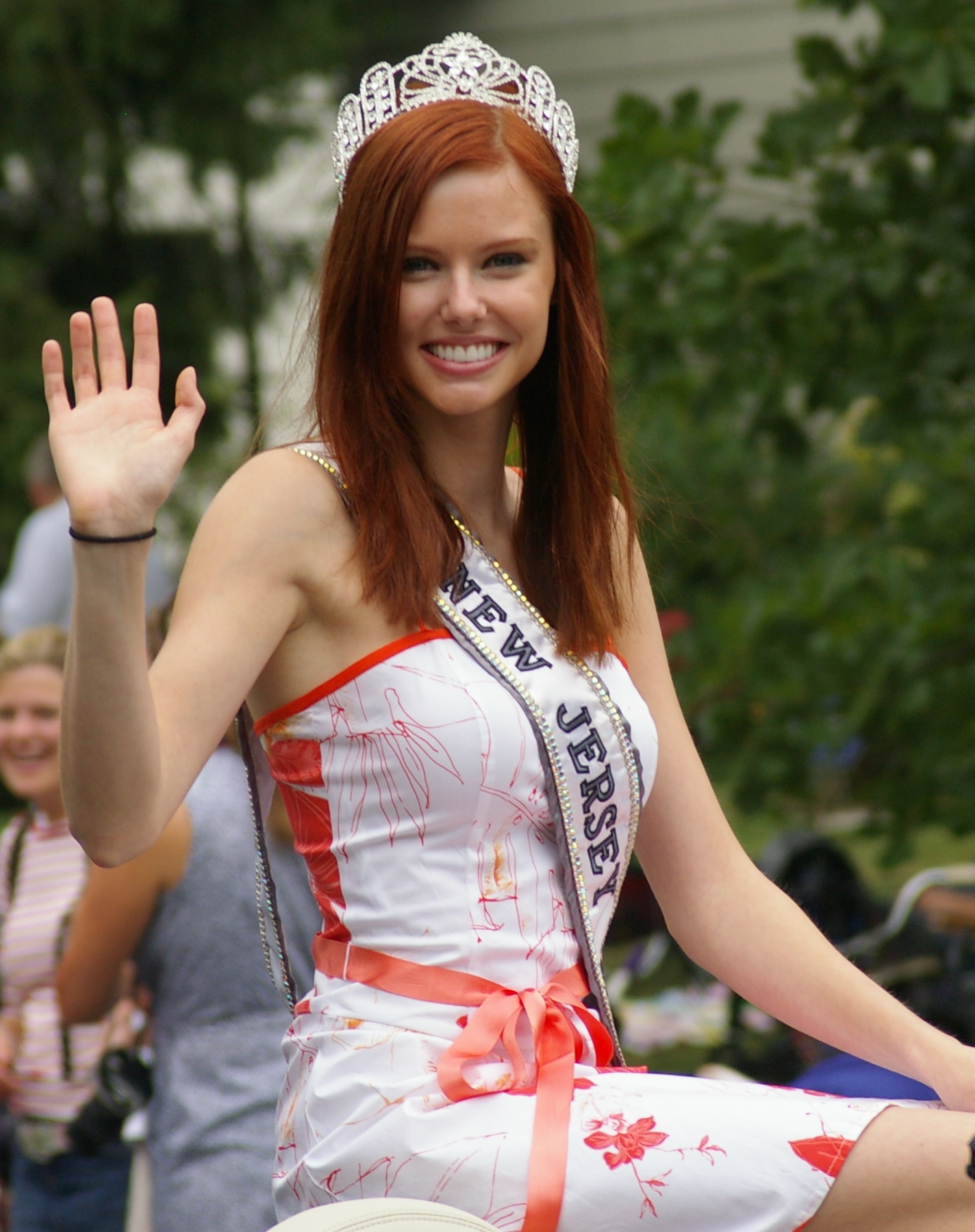
미스 뉴 저지 틴 USA 2007이었던 캄파넬라

2006년 10월에 캄파넬라는 미스 뉴 저지 틴 USA 2007 대회에서 우승하였으며, 캘리포니아의 패서디나에서 열린 미스 틴 USA 2007 대회에 출전하여 2위를 하였다.

## 미스 USA
캄파넬라는 미스 뉴저지 USA 대회에 두 번 참가 하였는데, 2008년에는 2위, 2009년에는 15위 안에 진출 하는데에 그쳤다.
2010년 11월 21일에 캄파넬라는 미스 캘리포니아 USA 2011 대회에서 우승하였다. 2011년 6월 19일에 네바다의 라스베이거스에서 열린 미스 USA 2011에 참가하여 첫 아랍계, 레바논계 미국인인 미스 USA 2010 리마 파키로부터 왕관을 물려받았다. 미스 캘리포니아 USA 2011 대회의 2위인 몬태나 출신의 미스 틴 USA 2006 케이티 블레어가 미스 캘리포니아 USA 2011 왕관을 물려받았다.

## 미스 유니버스 2011
캄파넬라는 2011년 9월 12일에 브라질의 상파울루에서 열린 미스 유니버스 2011 대회에서 최종 16위 안에 들었고, 우승에 실패하였다. 미스 유니버스 2011은 앙골라의 레일라 로페스가 우승하였으며, 그 들은 뉴욕의 트럼프 타워에서 룸메이트로 1년간 함께 생활하게 된다.

## 같이 보기
- 리마 파키
- 브룩 리
- 로라 해링
- 정소라